# Kim Keum-hee
Kim Keum-hee ( 김금희 (); Busan, 10 de octubre de 1979) es una escritora surcoreana. Hizo su debut literario en 2009 cuando su cuento “ Neoui dokyumeonteu ” (너의 도큐먼트 Your Document) ganó el Concurso de Nuevos Escritores del periódico Korea Times. Publicó su primera colección de cuentos, Sentimenteoldo haruiteul (센티멘털도 하루이틀 Sentimentality Works Only for a Day or Two), en 2014. El libro ganó la 33º edición del premio Sin Dong-yup de Literatura.  Su cuento " Jo Junggyuneui segye " (조중균의 세계 El mundo de Jo Jung-gyun) recibió el sexto premio Munhakdongne de Jóvenes escritores en 2015.  Ganó el mismo premio en 2016 y 2017 por “ Neomu hannajeui yeonae ” (너무 한낮의 연애 Too Bright Outside for Love) y “ Munsang ” (문상 Attending a Funeral), respectivamente.

## Biografía
Kim Keum-hee nació en Busan, Corea del Sur, el 10 de octubre de 1979. Su familia pronto se mudó a Incheon, donde pasó la mayor parte de su infancia. El paisaje suburbano de Incheon ocupa un lugar destacado en su primera obra, Sentimenteoldo haruiteul (센티멘털도 하루이틀 Sentimentality Works Only for a Day or Two). Según una entrevista, comenzó a escribir ficción para hacer frente a años de soledad y rabia reprimidas. 
En 1998, Kim se matriculó en el programa de literatura coreana en la Universidad de Inha .  Después de graduarse, se unió a una editorial como editora. 
Kim ganó el Concurso de Nuevos Escritores del diario Korea Times en 2009, lo que marcó su debut literario. Es la ganadora del sexto, séptimo y octavo Premio de Jóvenes Escritores Munhakdongne, el 33º Premio de Literatura Sin Dong-yup y el 62º Premio Literario Hyundae. De su segunda colección de cuentos Neomu hannajeui yeonae (너무 한낮의 연애 Too Bright Outside for Love), publicada en mayo de 2016, han aparecido más de diez ediciones. 

## Escritos
A diferencia de muchos de sus contemporáneos coreanos, a Kim no le interesa el aparente orden social ni la vida sin perspectivas. Tiende a evitar emplear una estética poderosa u ofrecer escapismo en respuesta a las injusticias sociales. Se centra en aceptar el pasado tal como es, y en lugar de rechazar realidades frustrantes o huir de ellas, sus personajes se apropian de quiénes son y de su situación. 
Kim restaura los valores de las cosas antiguas u olvidadas. Muchos de los cuentos de su obra debut Sentimenteoldo haruiteul (센티멘털도 하루이틀 El sentimentalismo funciona solo por un día o dos) tratan sobre padres que fueron héroes de una generación anterior pero que ahora no tienen dónde pararse. Por ejemplo, " Neoui dokyumeonteu " (너의 도큐먼트 Your Document) trata sobre una mujer que recorre la ciudad con un mapa en la mano para buscar a su padre fugitivo. " Aideul " (아이들 Children) también trata sobre el viaje de una mujer para comprender las vidas de sus padres que trabajaron toda su vida para hacer realidad su sueño de clase media. 
Aunque Kim ha escrito menos historias sobre padres desde su primer libro, sus obras aún muestran simpatía hacia los mayores. " Jo Jungggyuneui segye " (조중균의 세계 El mundo de Jo Jung-gyun) es una historia corta sobre los poetas anónimos de una era pasada que resistieron al antiguo gobierno autoritario de Corea del Sur,  y " Sesilia " (세실리아 Cecilia) relata el pasado de una víctima de violación y una paria social. 

## Obras
- 『너무 한낮의 연애』(2016) – Too Bright Outside for Love (2016)
- 『센티멘털도 하루이틀』(2014) – Sentimentality Works Only for a Day or Two (2014)

## Premios
1. 2017: Premio Munhakdongne para jóvenes escritores
2. 2017: Premio literario Hyundae
3. 2016: Premio Munhakdongne para jóvenes escritores
4. 2015: Premio Sin Dong-yup de Literatura
5. 2015: Premio Munhakdongne para jóvenes escritores